# 우표로보는 제5공화국
《우표로보는 제5공화국》은 체신부에서 1987년 3월에 발행한 우표책이다. 발행 당시 판매 가격은 35,000원 이었다.